# Папенворт (Дренте)
Папенворт (нід. Papenvoort) — селище в нідерландській провінції Дренте. Входить до муніципалітету А-ен-Гюнзе. Його населення станом на 2008 рік складало 48 осіб.